# Myles Lewis-Skelly
Myles Lewis-Skelly (Londres, Inglaterra, 26 de septiembre de 2006) es un futbolista británico que juega de centrocampista o defensa en el Arsenal F. C. de la Premier League.

## Selección nacional
El 6 de septiembre de 2023 debutó con la selección sub-18 de Inglaterra en la derrota por 2-0 ante Francia. Año y medio después, el 21 de marzo de 2025, se estrenó con la absoluta en el inicio de la clasificación para el Mundial 2026 ante Albania y marcó su primer gol como internacional.

## Estadísticas

### Clubes
Actualizado al último partido disputado el 25 de mayo de 2025.
| Club                     | Div.          | Temporada     | Liga  | Liga  | Liga   | Copas nacionales | Copas nacionales | Copas nacionales | Copas internacionales | Copas internacionales | Copas internacionales | Total | Total | Total  |
| Club                     | Div.          | Temporada     | Part. | Goles | Asist. | Part.            | Goles            | Asist.           | Part.                 | Goles                 | Asist.                | Part. | Goles | Asist. |
| ------------------------ | ------------- | ------------- | ----- | ----- | ------ | ---------------- | ---------------- | ---------------- | --------------------- | --------------------- | --------------------- | ----- | ----- | ------ |
| Arsenal F. C. Inglaterra | 1.ª           | 2024-25       | 23    | 1     | 0      | 6                | 0                | 0                | 10                    | 0                     | 2                     | 39    | 1     | 2      |
| Arsenal F. C. Inglaterra | Total club    | Total club    | 23    | 1     | 0      | 6                | 0                | 0                | 10                    | 0                     | 2                     | 39    | 1     | 2      |
| Total carrera            | Total carrera | Total carrera | 23    | 1     | 0      | 6                | 0                | 0                | 10                    | 0                     | 2                     | 39    | 1     | 2      |